# دبی بمپتن

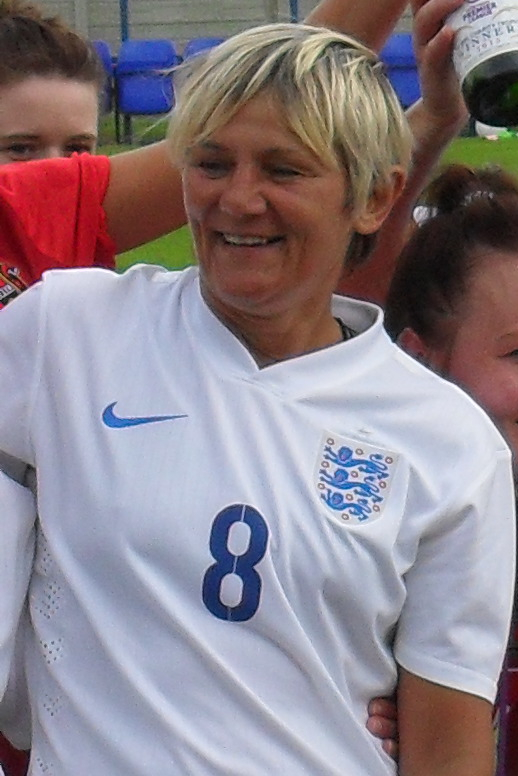
دبی بمپتن - ۲۰۱۵

دبی بمپتن (انگلیسی: Debbie Bampton؛ زادهٔ ۷ اکتبر ۱۹۶۱) یک بازیکن فوتبال اهل انگلستان است.
او سابقه بازی در تیم ملی بانوان انگلیس را دارد.